# Alingsås
Alingsås (em sueco: Alingsås; pronúncia /alɪŋˈsoːs/;  ouça a pronúncia) ou Alingsos [carece de fontes?]  é uma cidade  da província da Västergötland, na região histórica da Gotalândia, no sul da Suécia.

É sede da comuna de Alingsås, pertencente ao condado da Västra Götaland. 
Tem uma área de 14 quilômetros quadrados.  Segundo censo de 2021, havia 41 853 habitantes. 
Está situada a 45 km a nordeste de Gotemburgo e a 35 km a noroeste de Borås, e localizada nas margens dos lagos Mjörn e Gerdsken, sendo atravessada pelo rio Save. 
É conhecida como "a cidade da batata" em homenagem a Jonas Alströmer, o popularizador da cultura da batata na Suécia.

## Etimologia e uso
O nome geográfico Alingsås tem a sua origem no nome da aldeia paroquial Alingsås, um topónimo composto pelo genitivo de "aling" (pessoa de "Ale", uma área povoada na proximidade) e "ås" (serra, montanha, elevação), significando "sítio alto das pessoas de Ale".                                    

Em textos em português costuma ser usada a forma original Alingsås, ocasionalmente transliterada para Alingsas, por adaptação tipográfica. 

## História

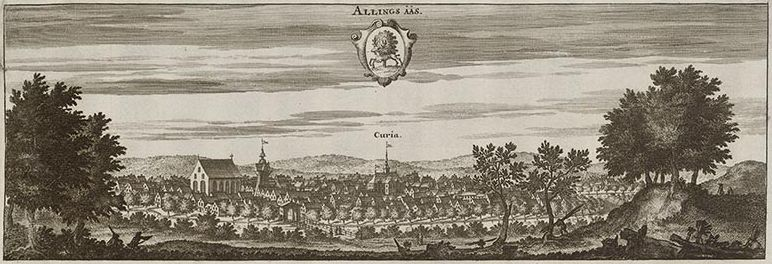
Alingsås na obra Suecia antiqua et hodierna do século XVIII.

Alingsås recebeu o título de cidade em 1619.

No século XVII, a cidade teve um grande desenvolvimento em consequência da fundação de uma importante manufatura de produção de têxteis (Alingsås Manufakturverk) pela mão de Jonas Alströmer.

No século XVIII, o fabrico de pão teve um incremento notável.  
Inúmeros cafés apareceram então servindo a população trabalhadora, e estabelecendo a chamada ”cultura do café”, típica da cidade.

Já no século XIX, a cidade sofreu o declínio da manufatura têxtil, mas entrou numa nova era com a chegada da  linha férrea do Oeste (Gotemburgo-Estocolmo) e a fundação de uma fábrica de tecidos de algodão.

Uma nova crise atingiu a indústria têxtil e Alingsås enveredou por uma nova economia apoiada em serviços dirigidos à região.

## Comunicações
É atravessada pela estrada europeia E20 (Gotemburgo-Estocolmo) e pela estrada regional 180 (Anten-Borås), assim como pela Linha do Oeste (Gotemburgo-Estocolmo). 

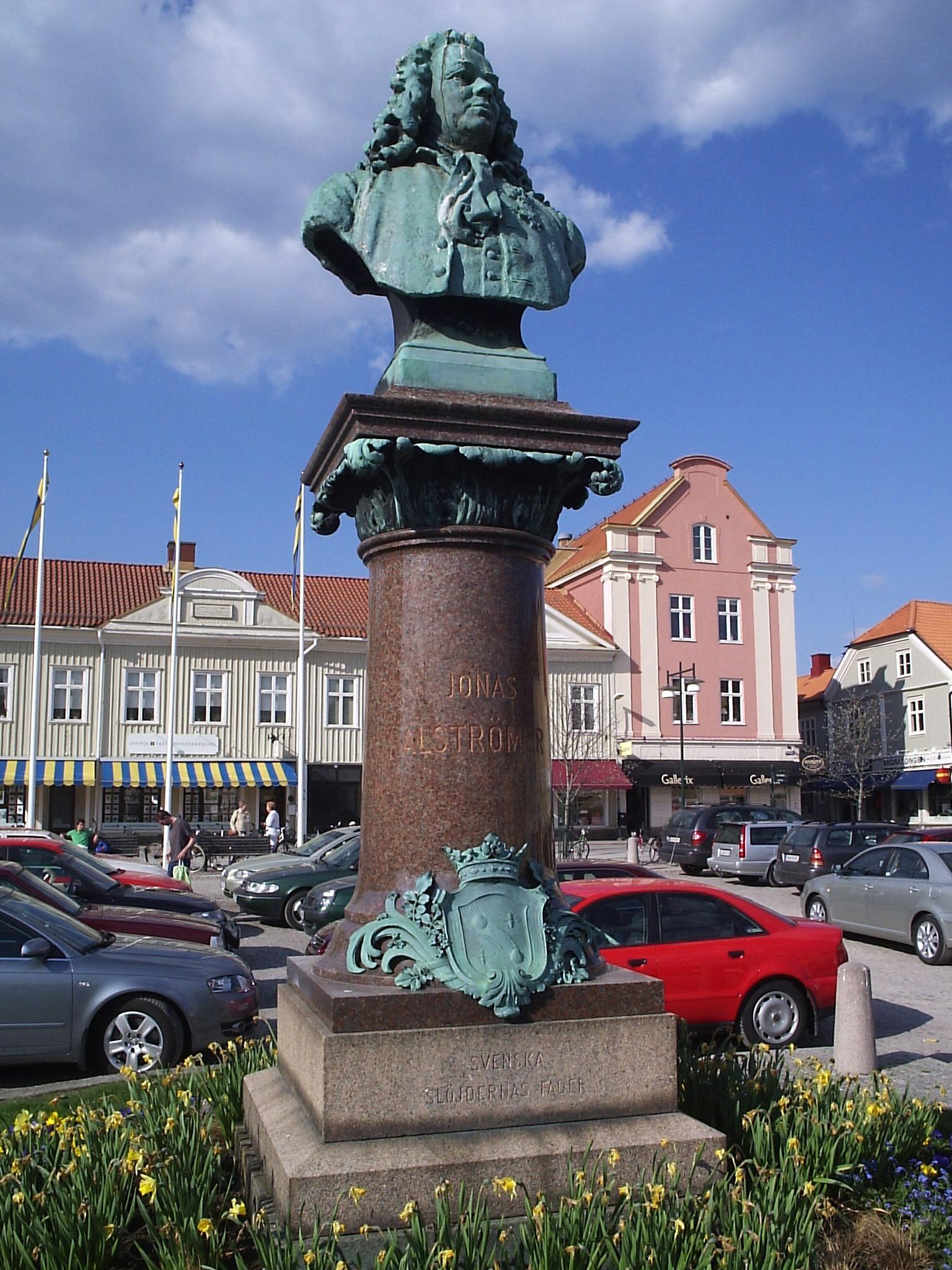
Busto de Jonas Alströmer na praça Stora torget
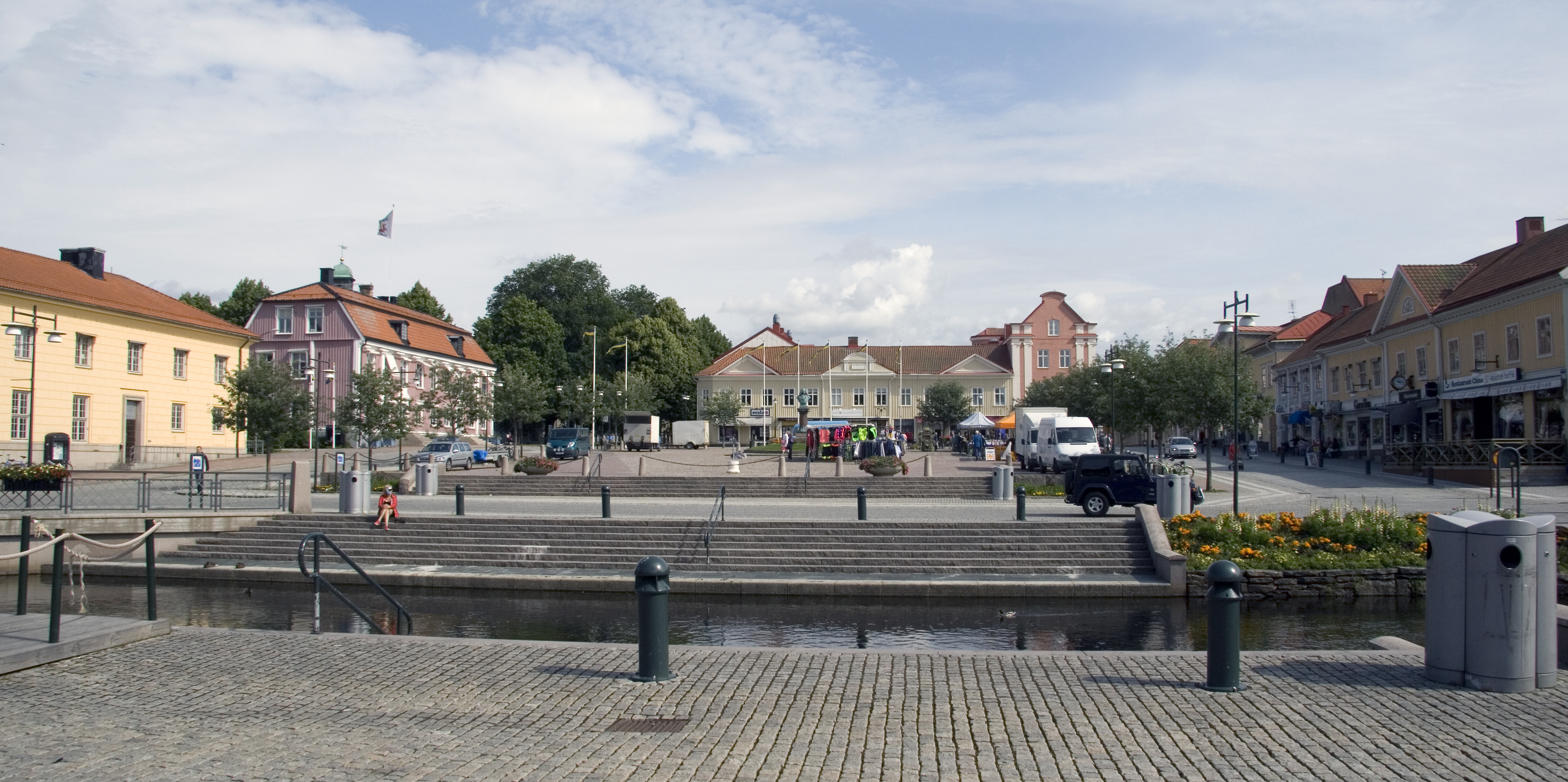
A praça Stora torget
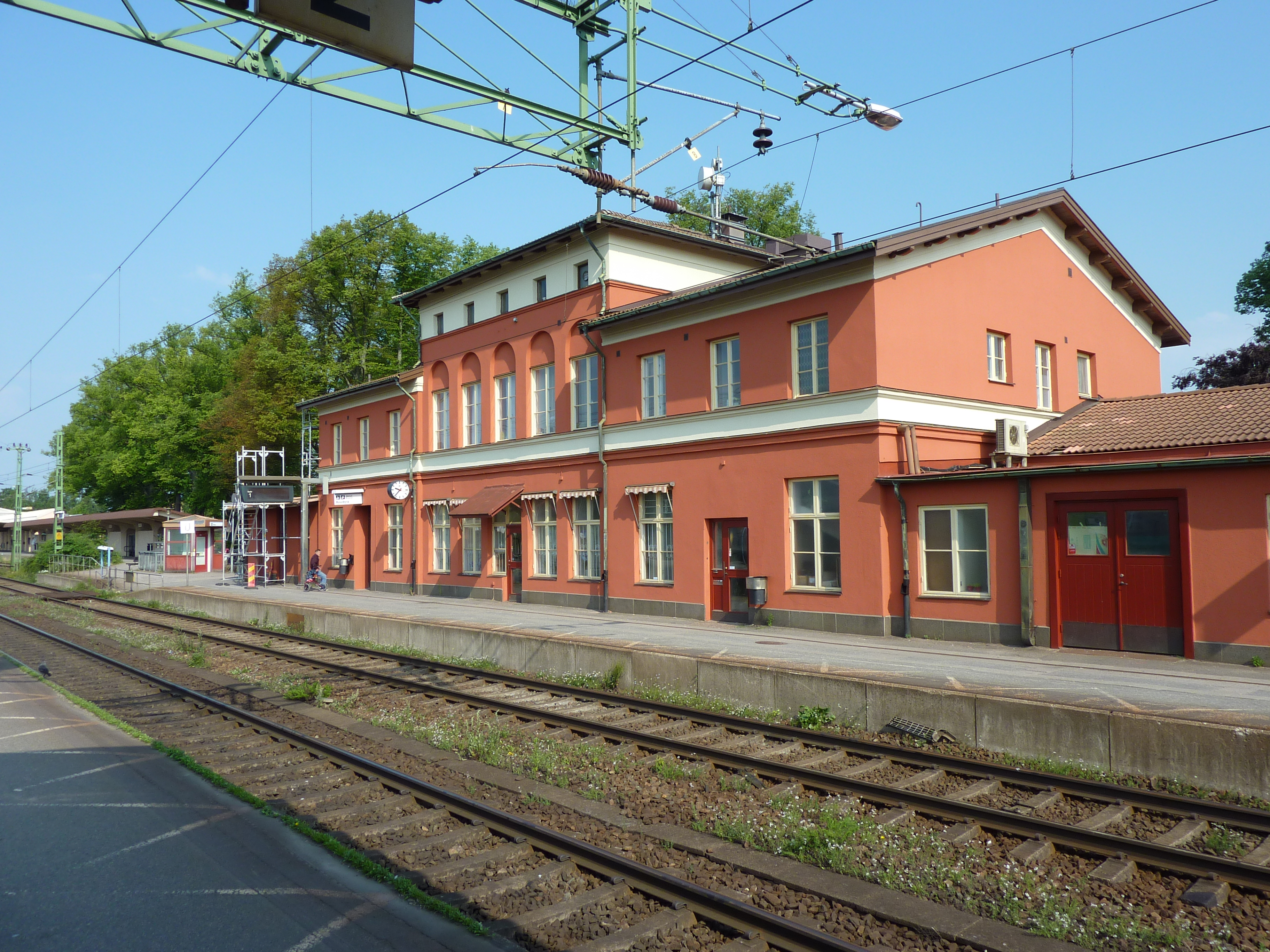
A estacão ferroviária
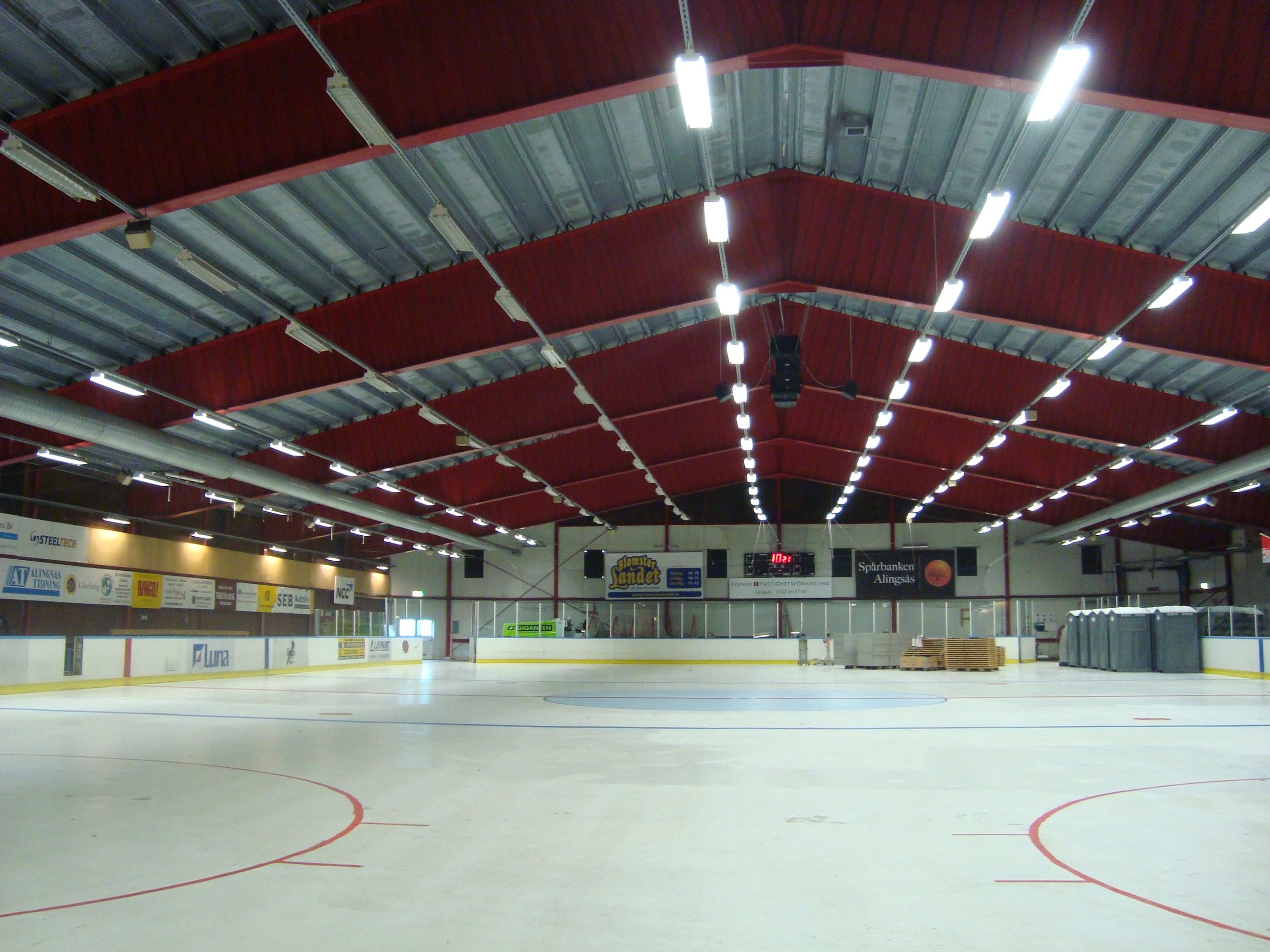
A arena de hóquei no gelo em Nolhalla